# Comitatul Allegheny, Pennsylvania
Comitatul Allegheny (pronunție IPA, æli gæ ni, engleză Allegheny County, codul său  FIPS este 42 - 003 Arhivat în 3 iulie 2011, la Wayback Machine.) este unul din cele 67 de comitate ale statului american Pennsylvania, fiind situat în partea sud-vestică a statului, aproape de granița cu statul Ohio. Conform datelor statistice ale recensământului din anul 2000, furnizate de United States Census Bureau, populația sa totală era de 1.281.666 de locuitori. Sediul comitatului, care a fost înființat în 1788, este orașul Pittsburgh.
Numele „Allegany” derivă dintr-un cuvânt nativ american, oolikhanna, care semnifică „curs de apă frumos”. Un număr de cinci comitate din regiunea Statelor Unite cunoscută ca Appalachian sunt numite astfel, regăsindu-se sub diferite varietăți ortografice așa cum sunt Allegany, Alleghany ori Allegheny.

## Geografie
Conform datelor statistice furnizate de United States Census Bureau, comitatul are o suprafață totală de 11.689 km2, dintre care 11.654 km2 reprezintă uscat și doar 0,31% apă.

## Educație
Următoarele districte școlare deservesc Comitatul Alleghany.

## Demografie
|  | Graficele sunt indisponibile din cauza unor probleme tehnice. Mai multe informații se găsesc la Phabricator și la wiki-ul MediaWiki. |

Date: Wikidata - grafică realizată de Wikipedia